# Literatura txuvaix

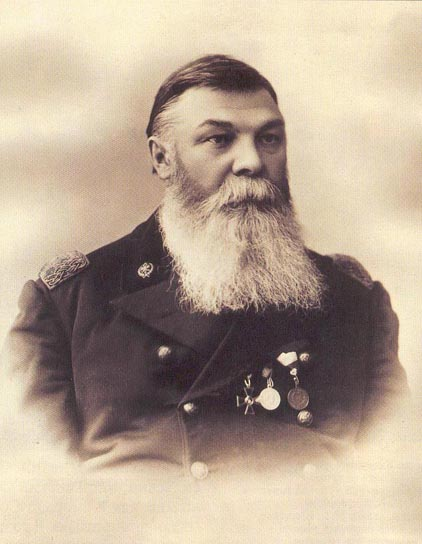
Ivan Iàkovlev.

Literatura txuvaix és la literatura feta en txuvaix, una de les llengües turqueses parlades a Rússia.
Ja a finals del segle xviii es publicà una gramàtica txuvaix basada en l'alfabet ciríl·lic rus. Tenien una rica cultura oral amb narracions èpiques, històriques i quotidianes, contes i llegendes, el primer recull dels quals es va fer en el segle xviii. Cap al 1840 N.İ. Polorusov publicà el recull Pülere Iln (El declivi de la ciutat de Böler), amb texts en txuvaix. L'hongarès Meszaros també publicà sobre ells la Caulas Nepköltesi Gyujtemeni (Literatura popular Txuvaix).
L'historiador, etnògraf i folklorista S. M. Mikhàilov (1821-1861) va compondre el 1853 les Conservacions, llegendes i Llengua dels Txuvaixos, cosa que despertà entre els seus paisans l'interès per la cultura autòctona. Així Ivan Iàkovlev (1848-1930) va fundar i dirigir el 1868 a Simbirsk la primera escola txuvaixa , amb la col·laboració d'Ilià Uliànov, i el 1871-1872 va adaptar l'alfabet ciríl·lic al txuvaix, alhora que el rus Zolotnitski componia a Kazan el 1875 el Kornevoj čuvašsko-russkij slovar (Diccionari txuvaix-rus). Això facilitaria l'expansió dels primers escriptors txuvaixos, com I. I. Ivanov (1848-1885), I. N. Jurkin (1863-1943), retratistes de costums, i el poeta M. F. Fedorov (1848-1904) amb Arşurri (Bosc de saviesa). Més tard, el mateix Iàkovlev fundaria el 1877 l'Escola Central de Mestres Txuvaixos, i el 1890 el Centre Cultural Txuvaix.
Des del 1905 aparegué una segona generació d'autors txuvaixos, com el satíric M. F. Akimov (1884-1914), el poeta revolucionari Tair Timki (T. S. Semenov, 1899-1916), N. I. Polorussov-Shelebi (1881-1945), G. A. Korenkov (1884-1958), Nikolai Șupuśśınni (1884-1942), qui compongué el poema narratiu El conte de Iantrak (1908), i Konstantín Ivanov (1890-1915), autor del poema narratiu Narspí (1908), crítica als valors socials i patriarcals.
Paral·lelament a la Revolució Russa del 1917 es formà una nova generació de poetes comunistes com Mişşi Śeśpĕl (1899-1922), I. E. Akhakh (1898-1920) i G. V. Tal-Mrza (1895-1921), lluitadors durant la revolució d'octubre. També destacaren els autors satírics I. E. Tkhti (1889-1938), les narracions d'I. I. Muchi (1895-1946), així com els dramaturgs F. P. Pavlov (1892-1931), M. F. Akimov Arvi (1895-1972) i N. S. Efremov (1895-?), continuat per I. S. Maksímov-Koixkinski (1893-1975) i P. N. Ossípov (1900-?). En prosa destacaren els contes i novel·les de D. V. Issàiev (1905-1930), M. D. Trubina (1888-1956), S. F. Fomin (1903-1936) i M. N. Danílov (1894-1944) de caràcter revolucionari. En va afavorir molt la fundació del 1924 de la revista mensual de caràcter artístic, literari i sociopolític Suntal (L'enclusa), que el 1946 fou rebatejada com Yalăv (La bandera), i que publicà treballs importants de Śemyon Elker (1894-1966); Petĕr Husankay (1907-1970), N. T. Vasianka (1903-?), I. S. Tuktash (1907-1957) i Vassili Mitta (1908-1957) entre d'altres.
Durant els anys 30 s'imposà en literatura el realisme socialista, amb els joves autors Ia. G. Uhsay (1911), Leonid Agàkov (1910-1977), A. F. Talvir (1909-1979), A. D. Kalgan (1911), Ivan Ivnik (1914-1942); Arkady Eshkel' (1914); M. Uip (M. Shulimov 1911-1970), Nikolai Aizman (1905-1967), Aleksandr Alga (1913-1977), Vassili Krasnov-Asli (1900) i S. Xaula (1910-1976).
Després de la Segona Guerra Mundial, destacaren autors com Stokhvan Shavlij (1910-1976); Nikolai Polorusov-Shelebi, K. S. Turkhan (1915); V. L. Sadai (1926); V. S. Alendei (1919), D. A. Kibek (1914); A. S. Artemiev (1924); V. V. Ukhli (1914); N. F. Ilbekov (1915); F. E. Uiar (1914); V. Paiman (1907-19763); N. F. Mran'ka (1901-1973); V. T. Rzhanov (V. Rzaj, 1915) amb Entip (1958); A. A. Voroviev (1922-1976), G. A. Efimov (1928), V. I. Davydov-Anatri (1917), A. A. Galkin (1928), N. T. Terent’ev (1925); A. V. Emel'ianov (1932); G. V. Krasnov (1936); M. N. Iukhmà (1936) i altres com P. Morozov i M. Sumilov-Uyar.